# MBCGame StarCraft League
La MBCGame Starcraft League, conosciuta brevemente come MSL, è un torneo professionistico del videogioco StarCraft:Brood War.  Inizialmente conosciuta come KPGA Tour, cambia nome nel 2003 ed inizia ad essere trasmessa dal canale televisivo MBCGame, in Corea del Sud. Dal 1º febbraio 2012, il canale MBCGame viene sostituito, e con esso termina la MSL.

## Vincitori[2]

### KPGA Tour
| Anno | Nome                         | Vincitore         | Secondo             | Finale |
| ---- | ---------------------------- | ----------------- | ------------------- | ------ |
| 2002 | KPGA 1st Tour                | BoxeR Lim Yo-Hwan | Yellow Hong Jin-Ho  | 3-1    |
| 2002 | Reebok KPGA 2nd Tour         | NaDa Lee Yun-Yeol | Yellow Hong Jin-Ho  | 3-2    |
| 2002 | Pepsi Twist KPGA 3rd Tour    | NaDa Lee Yun-Yeol | Reach Park Jung-Suk | 3-0    |
| 2002 | Baskin Robbins KPGA 4th Tour | NaDa Lee Yun-Yeol | ChoJJa Jo Yong-Ho   | 3-2    |

### MSL
| Anno | Nome                       | Vincitore               | Secondo                | Finale |
| ---- | -------------------------- | ----------------------- | ---------------------- | ------ |
| 2003 | Stout MSL                  | Nal_rA Kang Min         | NaDa Lee Yun-Yeol      | 3-0    |
| 2003 | TriGem MSL                 | iloveoov Choi Yeon-Sung | Yellow Hong Jin-Ho     | 3-0    |
| 2004 | HanaFOS CENGAME MSL        | iloveoov Choi Yeon-Sung | NaDa Lee Yun-Yeol      | 3-2    |
| 2004 | SPRIS MSL                  | iloveoov Choi Yeon-Sung | Kingdom Park Yong Wook | 3-2    |
| 2004 | You are the Golf King MSL  | Gorush Park Tae Min     | NaDa Lee Yun-Yeol      | 3-2    |
| 2005 | UZOO MSL                   | sAviOr Ma Jae-Yoon      | Reach Park Jung-Suk    | 3-1    |
| 2005 | LG CYON MSL                | ChoJJa Jo Yong-Ho       | sAviOr Ma Jae-Yoon     | 3-1    |
| 2006 | Pringles MSL Season 1      | sAviOr Ma Jae-Yoon      | Nal_rA Kang Min        | 3-1    |
| 2006 | Pringles MSL Season 2      | sAviOr Ma Jae-Yoon      | Silver Shim So Myung   | 3-1    |
| 2007 | GOMTV MSL Season 1         | Bisu Kim Taek-Yong      | sAviOr Ma Jae-Yoon     | 3-0    |
| 2007 | GOMTV MSL Season 2         | Bisu Kim Taek-Yong      | Stork Song Byung-Gu    | 3-2    |
| 2007 | GOMTV MSL Season 3         | Mind Park Sung Gyoon    | Bisu Kim Taek-Yong     | 3-1    |
| 2008 | GOMTV MSL Season 4         | Jaedong Lee Jae-Dong    | Kal Kim Ku Hyun        | 3-1    |
| 2008 | Arena MSL                  | fOrGG Park Ji Soo       | Jaedong Lee Jae-Dong   | 3-0    |
| 2008 | ClubDay Online MSL         | Bisu Kim Taek-Yong      | JangBi Heo Yeong Moo   | 3-1    |
| 2009 | Lost Saga MSL              | Luxury Park Chan Soo    | JangBi Heo Yeong Moo   | 3-1    |
| 2009 | Avalon MSL                 | Calm Kim Yoon Hwan      | Kwanro Han Sang Bong   | 3-1    |
| 2009 | NATE MSL                   | Jaedong Lee Jae-Dong    | Flash Lee Young-Ho     | 3-1    |
| 2010 | Hana Daetoo Securities MSL | Flash Lee Young-Ho      | Jaedong Lee Jae-Dong   | 3-0    |
| 2010 | Bigfile MSL                | Flash Lee Young-Ho      | Jaedong Lee Jae-Dong   | 3-2    |
| 2010 | PDPoP MSL                  | Hydra Shin Dong Won     | Great Cha Myung Hwan   | 3-1    |
| 2011 | ABC Mart MSL               | Flash Lee Young-Ho      | ZerO Kim Myung Woon    | 3-0    |

## Vincitori per razza
| Razza   | Vincitori | Secondi |
| ------- | --------- | ------- |
| Terran  | 12        | 4       |
| Zerg    | 10        | 12      |
| Protoss | 4         | 9       |